# يانغي آباد (أنغور)
يانغي آباد هي بلدة في مقاطعة أنغور في ولاية صرخنداريا في أوزبكستان.